# Herwig Sturm

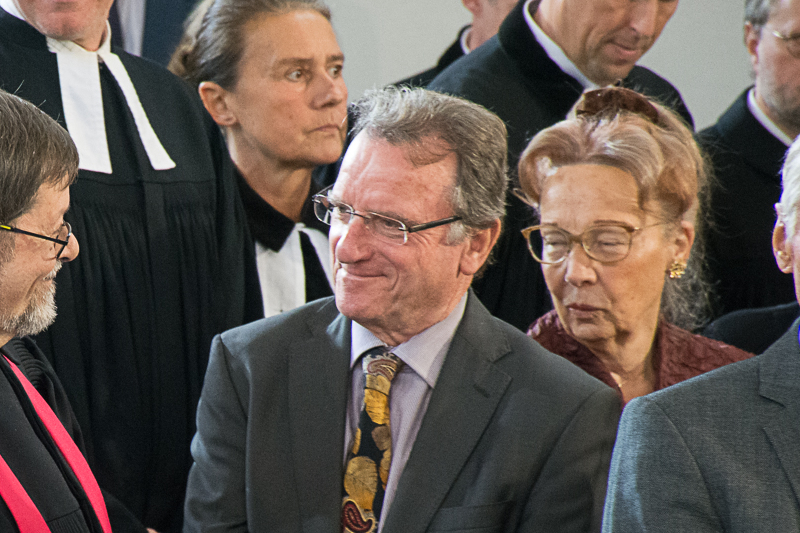
Herwig Sturm (2016)

Herwig Robert Sturm (* 15. August 1942 in Lilienfeld) ist ein österreichischer evangelisch-lutherischer Theologe. Er war von 1996 bis 2007 Bischof der Evangelischen Kirche A.B. in Österreich.

## Leben
Herwig Sturm ist ein Sohn des Theologen Emil Sturm. Er ging in Salzburg in die Schule und studierte Evangelische Theologie in Wien, Heidelberg und Zürich. Er war Vikar an der Auferstehungskirche in Zell am See und der Martin-Luther-Kirche in Lienz. 1968 wurde er in der Lutherischen Stadtkirche in Wien ordiniert.
Von 1968 bis 1980 wirkte Herwig Sturm als Pfarrer an der Martin-Luther-Kirche in Lienz sowie als nebenamtlicher Militärpfarrer. Von 1980 bis 1988 war er Pfarrer an der Christuskirche in Klagenfurt. 1985 wurde er Senior der Diözese Kärnten und Osttirol und Stellvertreter des damaligen Superintendenten Paul Pellar. Als dessen Nachfolger wurde Herwig Sturm 1988 selbst Superintendent der Diözese Kärnten und Osttirol. Im Oktober 1995 wurde er von der Synode zum Bischof der Evangelischen Kirche A. B. in Österreich gewählt. Dieses Amt trat er 1996 an. Sein Nachfolger als Superintendent von Kärnten und Osttirol wurde Joachim Rathke. Sturms Amtszeit als Bischof endete am 1. Jänner 2008. Am 1. Juni 2007 war Michael Bünker zu seinem Nachfolger gewählt worden.
In den Funktionsperioden 2006–2007 und 2008–2009 war Herwig Sturm Vorsitzender des Ökumenischen Rates der Kirchen in Österreich. Sein Nachfolger in dieser Funktion wurde der rumänisch-orthodoxe Bischofsvikar Nicolae Dura.

## Schriften
- Gottes Sehnsucht. Evangelischer Presseverband, Wien 2000, ISBN 3-85073-037-9.

## Auszeichnungen
- Goldenes Komturkreuz mit dem Stern des Ehrenzeichens für Verdienste um das Bundesland Niederösterreich (2007)
- Elisabethmedaille in Gold, höchste österreichische Auszeichnung der Caritas (2007)
- Großes Goldenes Ehrenzeichen mit dem Stern für Verdienste um die Republik Österreich[1] (2007)